# Adrian Błocki
Adrian Błocki (ur. 11 kwietnia 1990) – polski lekkoatleta, chodziarz.

## Kariera sportowa
Medalista mistrzostw Polski w różnych kategoriach wiekowych, w tym mistrz Polski seniorów na 50 kilometrów (2013) oraz wicemistrz Polski na tym dystansie (2014, 2016 i 2017). 12. zawodnik pucharu Europy w chodzie juniorów na 10 kilometrów (2009). W tym samym roku został zdyskwalifikowany w chodzie na 10 000 metrów na mistrzostwach Europy juniorów. W 2013 zajął 21. miejsce w chodzie na 50 kilometrów podczas mistrzostw świata w Moskwie. Dwa lata później był 11. na tym dystansie podczas mistrzostw świata w Pekinie. 15 zawodnik igrzysk olimpijskich w Rio de Janeiro (2016).
Międzynarodowy wicemistrz Austrii w chodzie na 50 kilometrów (2010). Zwycięzca mistrzostw Danii na tym samym dystansie (2012).
Jego starszy brat – Damian także uprawia chód.

## Rekordy życiowe
- Chód na 20 kilometrów – 1:25:55 (2010) / 1:25:10s (2011)
- Chód na 50 kilometrów – 3:47:16 (2016) 10. lokata w polskich tabelach historycznych[5]